# ASCII Media Works
ASCII Media Works (アスキー・メディアワークス, Asukī Media Wākusu), anciennement ASCII Media Works, Inc. (株式会社 アスキー メディア ワークス, Kabushiki kaisha Asukī Media Wākusu), est une marque de la maison d'édition japonaise Kadokawa Future Publishing depuis le 1er octobre 2013. Elle était une maison d'édition située à Shinjuku créée le 1er avril 2008, à la suite de la fusion entre ASCII et MediaWorks, où ASCII a été légalement absorbée par MediaWorks,. Néanmoins, l'ancien président ASCII, Kiyoshi Takano, devient président d'ASCII Media Works.
L'entreprise se spécialise dans la publication de livres, magazines de divertissement et informatique, manga et jeu vidéo. ASCII Media Works est mieux connue pour ses magazines et de livres sous la marque Dengeki (电撃, litt. « Choc électrique ») qui inclut les biens connus Dengeki Daioh et Dengeki G's Magazine, et la collection principale de light novel de l'entreprise, Dengeki Bunko.
La plupart des produits sont destinés à la population masculine japonaise, et ces produits sont commercialisés sous la forme d'anime, light novel, manga, maquette en plastique et visual novel. Sont également publiés un certain nombre de produits dédiés à l'informatique et technologies de l'information appliquée à l'entreprise. L'éditeur publie également le mensuel Business ASCII qui est l'une des plus anciennes et le magazine le plus prestigieux de l'industrie informatique. ASCII Media Works a également publié de nombreux magazines destinés à un public féminin, notamment Character Parfait, Dengeki Girl Style et Sylphe. L'entreprise organise des concours annuels pour les soumissions originales de romans et de mangas, tels que le concours du Grand prix du roman Dengeki.

## Histoire

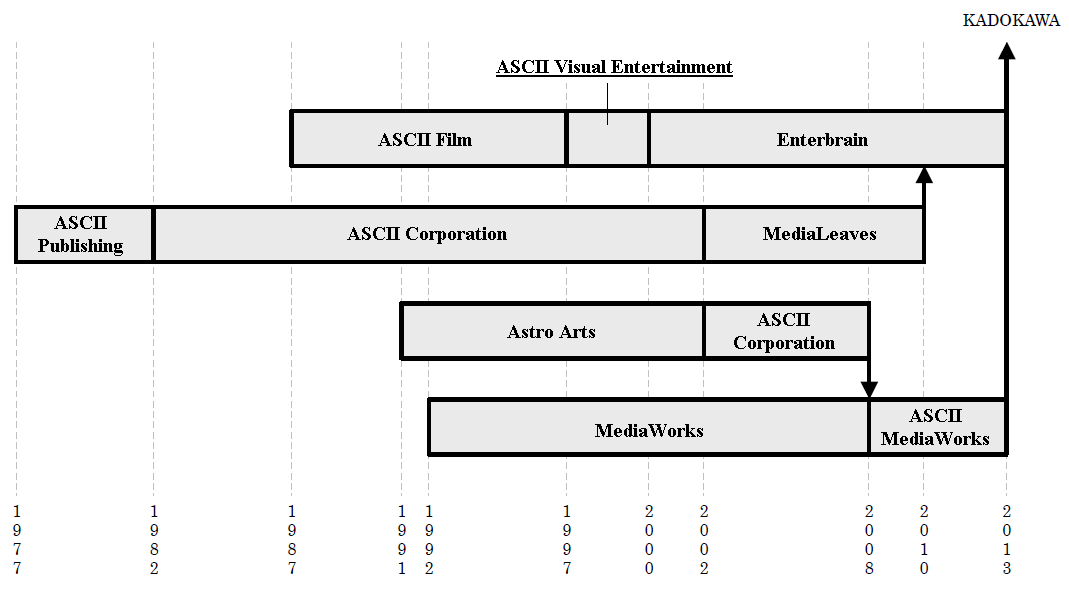
Frise chronologique de la société.

### Les prémices de l'entreprise
La première entreprise ASCII Corporation est créée le 24 mai 1977. Astro Arts Inc. est fondée le 24 juin 1991.
MediaWorks, Inc. est créée le 15 octobre 1992 avec le soutien de Shufunotomo. En 1999, le partenariat de Mediaworks avec Shufunotomo prend fin, Kadokawa Shoten est devenu le distributeur des publications de l'entreprise.
Le 1er avril 2000, les activités liées au divertissement d'ASCII sont transférées à Enterbrain.
Une scission d'ASCII s'est déroulée le 18 novembre 2002 : les activités d'édition sont acquises par Astro Arts qui a changé de nom commercial pour ASCII, tandis que la première entreprise ASCII est devenue la société holding MediaLeaves (ja) avec pour filiales Enterbrain et le nouveau ASCII.
Le 18 mars 2004, MediaLeaves est devenue une filiale de Kadokawa Holdings (anciennement Kadokawa Shoten, l'actuel Kadokawa Future Publishing) à la suite d'une offre publique d'achat, ASCII et Enterbrain sont propriétés du groupe Kadokawa.

### L'entreprise ASCII Media Works
ASCII Media Works est le résultat d'une fusion entre ASCII et MediaWorks le 1er avril 2008. La société est une continuation de MediaWorks, mais malgré cela, l'ancien président d'ASCII, Kiyoshi Takano, est devenu le président d'ASCII Media Works. La société est membre du groupe Kadokawa et est ainsi affiliée à Kadokawa Shoten,. En outre, le numéro éditeur de l'ISBN pour les publications de la société est devenu « 04 », qui est le même que Kadokawa Shoten. Selon un communiqué de presse officiel de Kadokawa Corporation, la fusion découle d'une croissance régulière de l'utilisation d'Internet et des mobiles dans la société qui a conduit les maisons d'édition à se diversifier afin de répondre aux besoins et aux demandes toujours croissants des consommateurs. En raison des intérêts mutuels de l'entreprise, la fusion a été réalisée afin de créer une entreprise plus forte qui a plus de possibilités de sensibilisation que les deux entreprises n'auraient pu faire par elles-mêmes.
ASCII a apporté son expertise de l'informatique et des technologies de l'information, tandis que MediaWorks a apporté son expertise des médias liés au divertissement, tels que les médias visuels ou imprimés, notamment les anime, les mangas, les light novel, les jeux vidéo ou les magazines couvrant ces produits multimédias. En plus de diversifier l'entreprise issue du regroupement, sa gestion devrait devenir plus efficace, le chiffre d'affaires de base devrait augmenter et l'entreprise pourrait saisir de nouvelles opportunités commerciales à l'avenir. Il avait été envisagé de fusionner Enterbrain avec ASCII et MediaWorks, mais cela a finalement été rejeté. Le 7 juillet 2008, le siège social de l'entreprise qui était à Kanda-Surugadai à Chiyoda (où se situait l'ancien siège de Media Works) est déplacé dans le quartier de Nishi Shinjuku dans l'arrondissement de Shinjuku à Tokyo.
Mahō no island (ja) est devenue une filiale d'ASCII Media Works le 4 mars 2010 avec l'acquisition de 70% de ses actions ; elles fusionnent le 1er janvier 2011.
En avril 2011, la division des jeux vidéo d'ASCII Media Works a été fusionnée dans Kadokawa Games avec les divisions des jeux vidéo de Kadokawa Shoten et Enterbrain. 
Le 1er février 2013, la division des médias de recherche s'est séparée de la société en tant que Kadokawa ASCII Research Laboratories, Inc., une nouvelle entreprise établie sous l'égide de Kadokawa Group Holdings.

### La marque ASCII Media Works
ASCII Media Works a cessé d'être une kabushiki gaisha le 1er octobre 2013 lorsque huit autres sociétés et elle ont fusionné avec Kadokawa Corporation pour devenir des brand companies en français : « entreprises de marque ».
Le 24 décembre 2014, le département de livres haut de gamme de la marque ASCII, qui a publié des livres sur les technologies de l'information, est transféré à Dwango auquel il a été annoncé que Kadokawa et Dwango lance ensemble une nouvelle collection sous le nom de ASCII Dwango (アスキードワンゴ).
À la suite du ralentissement du marché de l'édition plus rapide que prévu, Kadokawa Corporation a restructuré ses Brand companies internes en avril 2015, celles-ci ont été supprimées,. 
En avril 2018, le département ASCII Media Works au sein de Kadokawa est supprimé, les activités ASCII qui lui étaient rattachées sont transférées à Kadokawa ASCII Research Laboratories, Inc.. Les activités Mediaworks ont été transférées à la fois au département des mangas et personnages et à celui des œuvres littéraires, le service éditorial Dengeki Mediaworks est ainsi créé au sein du département des œuvres littéraires.
Le 1er octobre 2019, l'édition de magazines de jeux vidéo est transférée à Kadokawa Game Linkage (ja) (ex-Gz Brain),.

## Publications

### Magazines publiés
ASCII Media Works publie des magazines sous la marque de publication Dengeki qui présentent des jeux vidéo, des anime, des mangas, des passions et des intérêts spéciaux ; ces magazines avaient déjà été publiés par MediaWorks avant la fusion. Les magazines sur les technologies de l'information précédemment publiés par ASCII, comme Weekly ASCII, sont maintenant publiés par ASCII Media Works.
| - ASCII Cloud - Character Parfait (ja) - Comic@loid (ja) - Dengeki Arcade Game - Dengeki Bunko Magazine - Monthly Comic Dengeki Daioh - Comic Dengeki Daioh "g" (ja) - Dengeki Daioh Genesis (ja) - Dengeki G's Magazine - Dengeki Girl's Style (ja) - Dengeki Hime | - Dengeki Hobby Magazine (ja) - Dengeki Maoh - Dengeki Moeoh (ja) - Dengeki Nintendo - Dengeki PlayStation - Hoshi Navi - MacPeople (ja) - Mobile ASCII - Sylph (ja) - Ubuntu Magazine Japan (Ubunchu!) - Weekly ASCII (ja) |

### Collections

#### Light novel
- Dengeki Bunko (電撃文庫)

Il s'agit d'une collection de light novel destinée à un public masculin créée en juin 1993. Les éditeurs chargés de cette collection ont la réputation d'accueillir de nouveaux auteurs, et organisent un concours annuel, le Grand prix du roman Dengeki, pour découvrir de nouveaux talents. Le huitième volume de L'Odyssée de Kino, initialement publié en octobre 2006, était le 1000e roman publié sous Dengeki Bunko.
Mis à part la collection principale Dengeki Bunko, il y a la sous-collection Dengeki Game Bunko (ja) (電撃ゲーム文庫, Dengeki Gēmu Bunko) créée en 1994 quand il était à l'origine lié aux jeux de rôle sur table. Elle a cessé de produire en septembre 1997, mais a ensuite été relancée en décembre 1999 en tant qu'éditeur de jeux vidéo et de light novel. La collection a succédé à son prédécesseur Dengeki G's Bunko (ja).
- B-Prince Bunko (B-PRINCE文庫)

Il s'agit d'une collection de light novel yaoi créée en 2008. La collection a organisé un concours en 2010 pour donner aux auteurs amateurs une chance de faire leurs débuts professionnels.
- Jewel Books (ジュエルブックス, Juerubukkusu)

Il s'agit d'une collection de light novel qui s'adresse aux femmes adultes et contient des dessins d'adultes. La collection a débuté le 25 juin 2014 avec la sortie de deux volumes de light novel.

#### Mangas
- Dengeki Comics (電撃コミックス, Dengeki Komikkusu)

Il s'agit d'une collection de mangas destinée à un public masculin. Une grande partie des mangas publiés dans le Dengeki Comics a été initialement publiée dans le magazine Dengeki Daioh.
Mis à part la collection principale Dengeki Comics, il y a la collection connexe Dengeki Comics EX (電撃コミックスEX) qui publie un nombre moindre de volumes de mangas, dont la majorité sont des yonkoma. Il y a aussi le Dengeki Comics NEXT (電撃コミックスNEXT) depuis mai 2013, qui est utilisé pour les nouvelles séries.
- Sylph Comics (シルフコミックス, Shirufu Komikkusu)

Il s'agit d'une collection de mangas destinée à un public féminin. Les mangas qui sont publiés dans cette collection ont été initialement sérialisés dans le magazine Sylph. Les premiers volumes reliés ont été publiés dans cette collection à partir du 21 mars 2008.

#### Romans
- Mahō no island Bunko (魔法のiらんど文庫, Mahō no i-rando bunko)

Il s'agit d'une collection créée le 25 octobre 2007, qui publie de nouvelles œuvres sur le service pour téléphones portables Mahō no island (ja) exploité par la société du même nom, qui est une filiale de ASCII Media Works. Mahō no island Bunko publie des romans généraux.
- Media Works Bunko (ja) (メディアワークス文庫, Media Wākusu Bunko)

Il s'agit d'une collection de romans destinés au grand public lancée le 16 décembre 2009. Les lauréats du Prix Media Works Bunko du Grand prix du roman Dengeki sont publiés avec cette collection.

## Jeux vidéo
ASCII Media Works a été dans le développement et la production de jeux vidéo qui sont des adaptations de séries que la société publie. Ces jeux sont généralement des visual novel, un genre de jeu d'aventure, mais certains ont également été des romans sonores, qui ont moins d'attributs d'un jeu d'aventure qu'un visual novel normal. Les jeux vidéo produits sont portés sur PlayStation 2 ou Nintendo DS. Comme ASCII Media Works est une continuation de MediaWorks, la société inclut les jeux vidéo précédemment produits avant la fusion avec ASCII sur leur site officiel pour leurs jeux vidéo. Les jeux vidéo produits sont organisés en catégories pour les jeux de fabrication similaire. Mis à part la catégorie principale de visual novel et romans sonores produits, trois jeux ont été réédités dans la série Dengeki SP à des prix réduits par rapport à leur version originale ; SP signifie « prix spécial » en anglais : special price. DS Dengeki Bunko est la collection d'une autre catégorie de jeux produits exclusivement pour la Nintendo DS, et qui sont des jeux basés sur des light novel publiés sous Dengeki Bunko. Cinq jeux ont été produits dans cette collection, et les deux jeux de la série basés sur Iriya no sora, UFO no natsu ont été réédités en un. La société répertorie les titres qui ont été les plus populaires parmi les jeux qu'ils ont produits.